# 升坊镇
升坊镇，是中华人民共和国江西省萍乡市莲花县下辖的一个乡镇级行政单位。

## 行政区划
升坊镇下辖以下地区：
升坊村、云溪村、江口村、石江村、沙屋村、花园村、浯一村、浯二村和泰岭村。